# Metacirolana shijikiensis
Metacirolana shijikiensis là một loài chân đều trong họ Cirolanidae. Loài này được Nunomura miêu tả khoa học năm 2008.